# Renault FR1
Renault FR1 – model autobusu produkowany przez francuską firmę Renault. Do jego napędu użyto turbodoładowanego silnika R6 o pojemności 9,8 litra. Moc przenoszona była poprzez 6-biegową manualną skrzynię biegów. Zmodernizowany w 1996 r jako Renault Illiade utrzymał się w ofercie Irisbusa do 2007 r, kiedy to został zastąpiony zaprezentowanym w 2006 r modelem Evadys H. Wyprodukowano 10 000 sztuk.

## Dane techniczne

### Silnik
- R6 9,8 l (9834 cm³), turbodoładowany diesel
- Układ zasilania: wtrysk
- Moc maksymalna: 340 KM (250 kW) lub 303 KM (223 kW)
- Maksymalny moment obrotowy: b/d